# Коморники (Мазовецьке воєводство)
Коморники (пол. Komorniki) — село в Польщі, у гміні Тарчин Пясечинського повіту Мазовецького воєводства.
Населення — 334 особи (2011).
У 1975—1998 роках село належало до Варшавського воєводства.

## Демографія
Демографічна структура станом на 31 березня 2011 року:
|          | Загалом | Допрацездатний вік | Працездатний вік | Постпрацездатний вік |
| -------- | ------- | ------------------ | ---------------- | -------------------- |
| Чоловіки | 177     | 42                 | 121              | 14                   |
| Жінки    | 157     | 32                 | 94               | 31                   |
| Разом    | 334     | 74                 | 215              | 45                   |